# TMHC Forward
TMHC Forward Tilburg was een hockeyclub uit Tilburg. Naast hockey werd er ook Jeu de Boule gespeeld op deze club.
Er was een plan om met TMHC Tilburg te fuseren. Dit plan is op 29 maart 2007 door de leden van Tilburg afgewezen.
In 2011 was er opnieuw een plan om te fuseren met TMHC Tilburg. Deze keer werd de fusie wel goedgekeurd door de leden. Bij aanvang van het seizoen 2011/12 zouden beide clubs verdergaan als HC Tilburg.
Tot de fusie kwamen de dames uit in de Overgangsklasse, de heren in de Eerste Klasse.

## Externe link

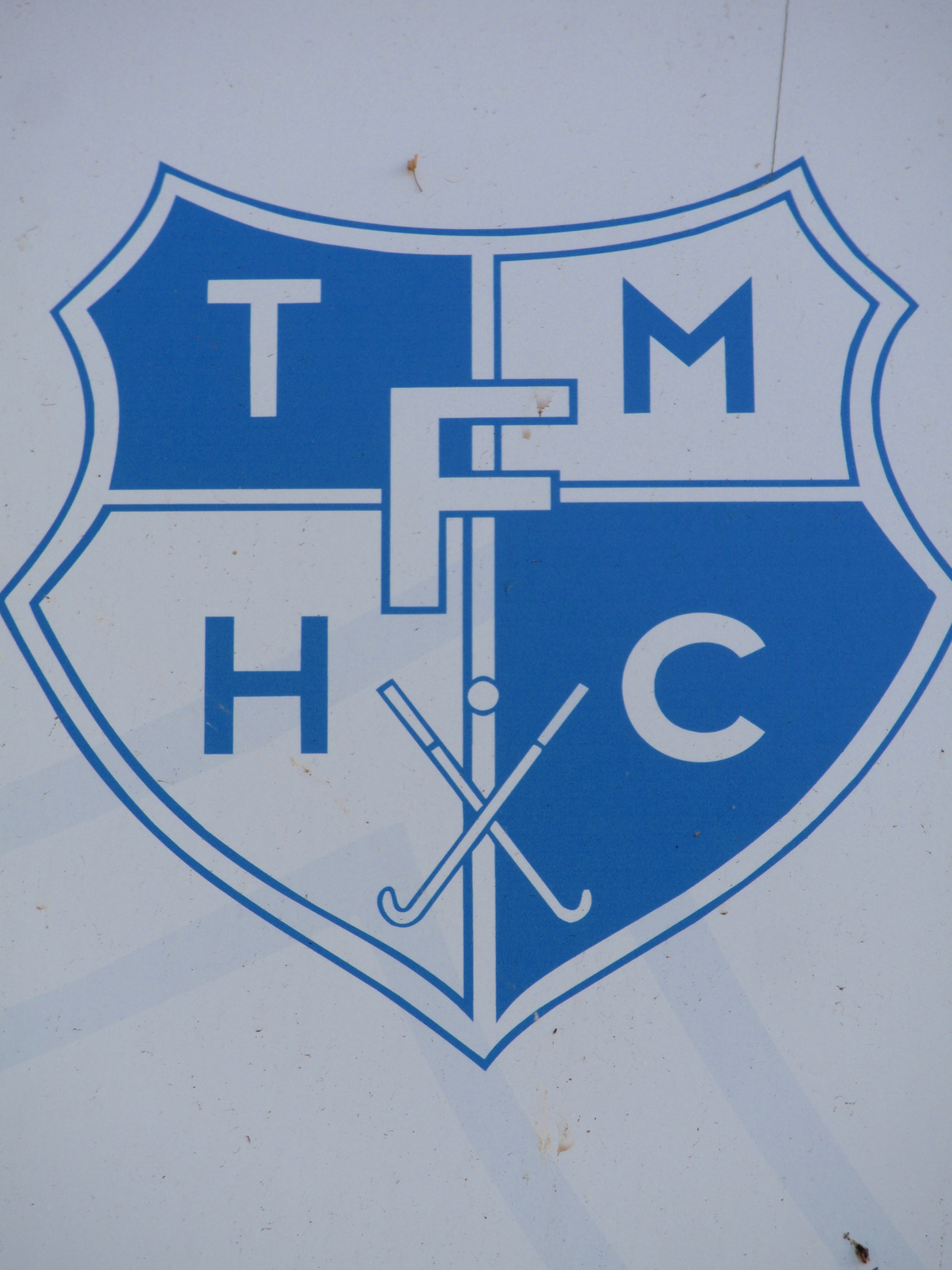
Logo bij de ingang
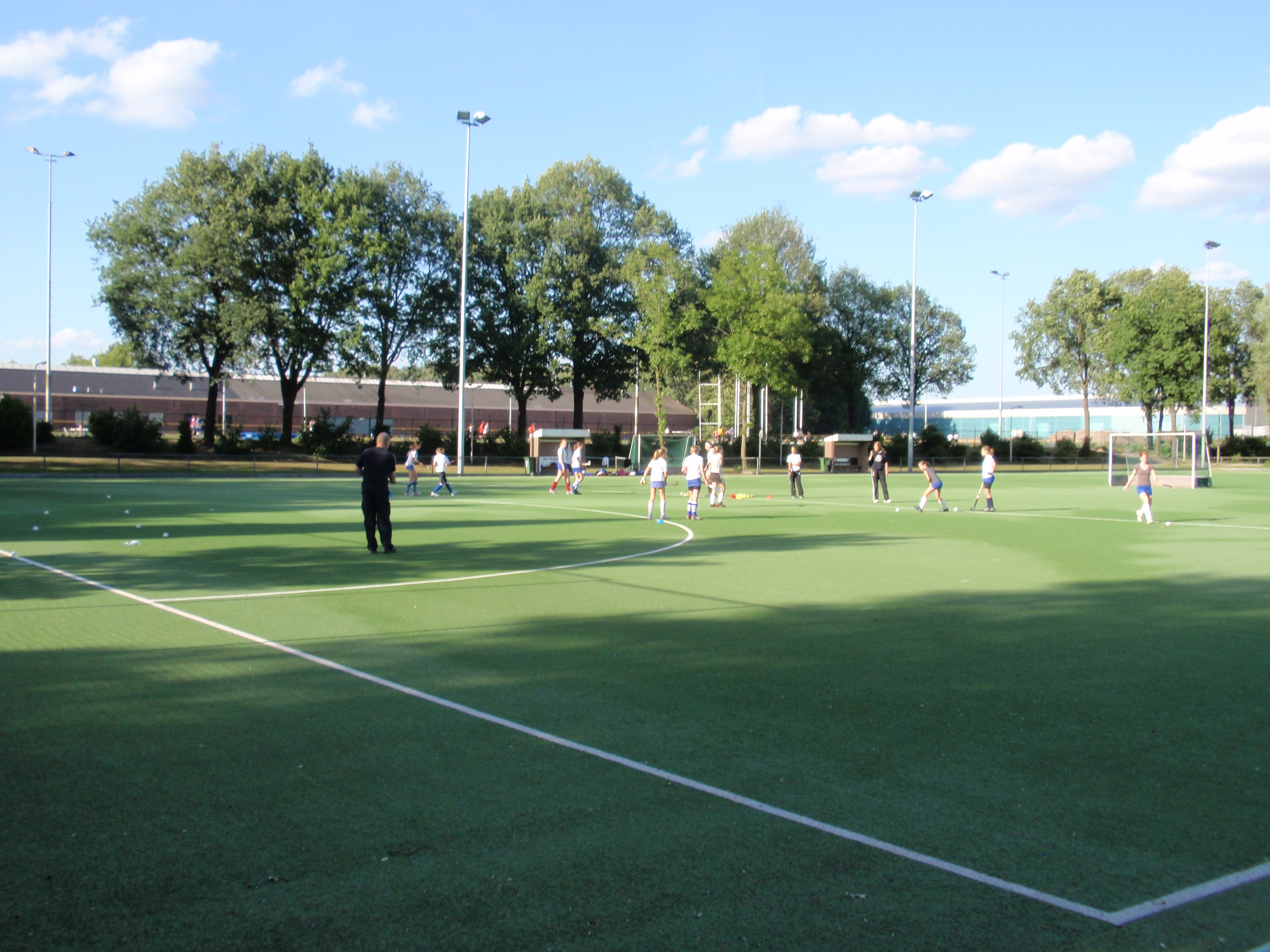
Training meisjes
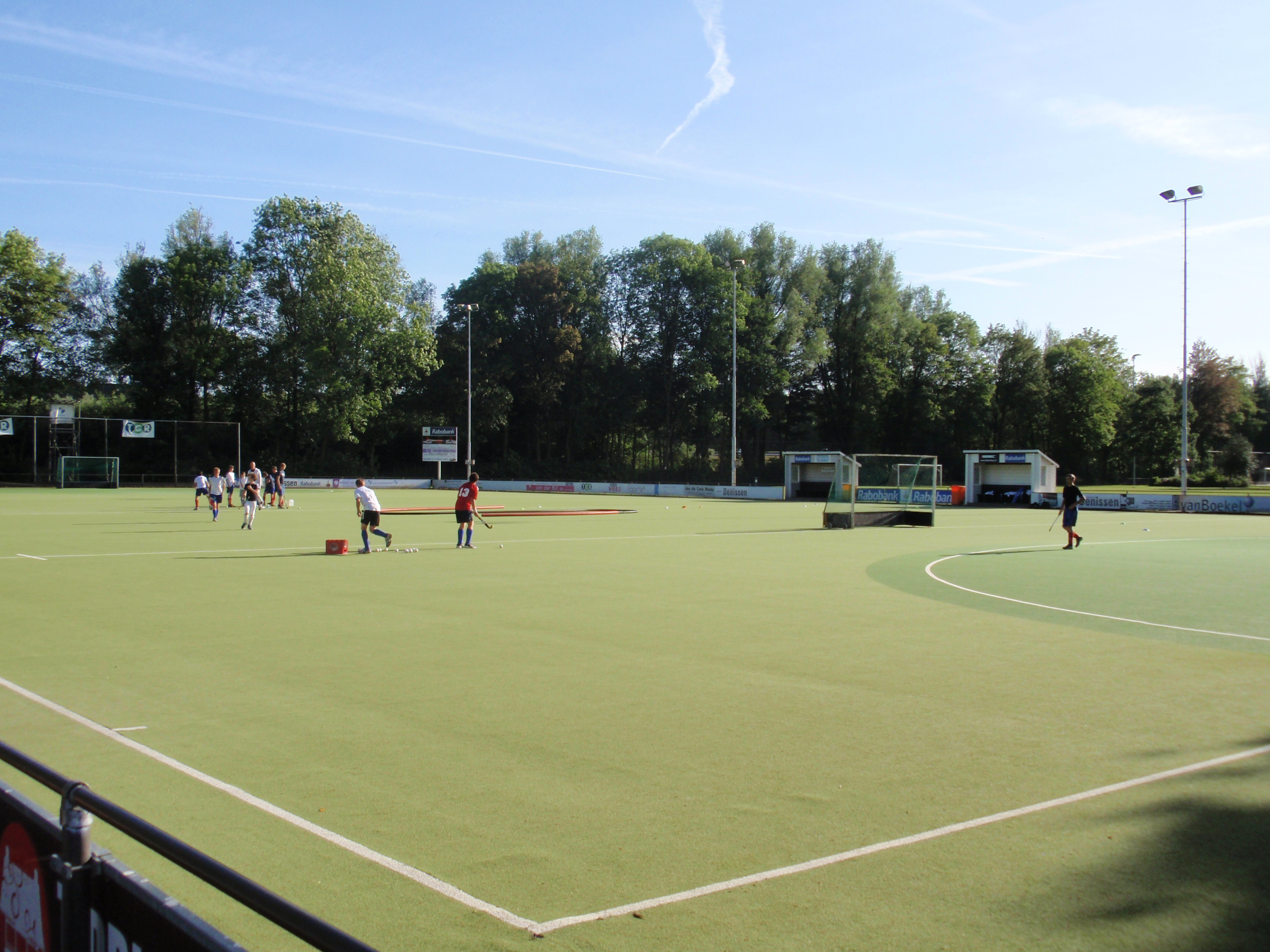
Training jongens